# Seznam nemških filozofov
Seznam nemških filozofov.

## A
- Thomas Abbt (1738–1766)
- Günter Abel (1947)
- Jacob Friedrich von Abel
- Wolfgang Abendroth ? (1906–85)
- Theodor Wiesengrund Adorno (1903–1969)
- Franz Aepinus (1724–1802)
- Heinrich Cornelius Agrippa
- Johannes Althusius (1563–1638)
- Karl P. Ameriks (1947–2025) (nem.-ameriški)
- Anton Wilhelm Amo ("Afer iz Aksima") (1703–1759) (gansko-nemški)
- Günther Anders (1902–1992)
- Karl-Otto Apel (1922–2017)
- Hannah Arendt (1906–1975)
- Saul Ascher
- Georg Anton Friedrich Ast
- Ernst von Aster
- Erich Auerbach
- Eleanor Marx-Aveling
- Richard Avenarius (nemško-švicarski)

## B
- Franz Xaver von Baader (1765–1841)
- Julius Bahnsen (1830–1881)
- Rudolf Bahro (1935–1997)
- Bruno Bauch (1877–1942)
- Bruno Bauer (1809–1882)
- Edgar Bauer (1820–1886)
- Manfred Baum (1939–)
- Ferdinand Christian Baur (1792–1860)
- Bernhard Bavink (1879–1947)
- Alexander Gottlieb Baumgarten (1714–1762)
- August Ferdinand Bebel (1840–1913)
- Jakob Sigismund Beck (1761–1840)
- Oscar Becker (1889–1964)
- Urlich Beck (1944–2015)
- Ansgar Beckermann (1945-)
- Martin Behaim (1459–1507)
- Werner Beierwaltes (1931–2019)
- Friedrich Eduard Beneke (1798–1854)
- Walter Benjamin (1892–1940)
- Max Bense (1910–1990)
- Ernst Bergmann
- Eduard Bernstein (1850–1932)
- Bertold iz Moosburga [Berthold von Moosburg] (2. pol. 14. stol)
- Gabriel Biel (1420–1495)
- Gertrud Bing (1892-1964)
- Ernst Bloch (1885–1977)
- Heinrich Blücher
- Hans (Christian von) Blumenberg
- Ernst-Wolfgang Böckenförde
- Jakob Böhme
- Friedrich Ludewig Bouterwek (1766–1828)
- Franz Brentano (1838–1917)
- Clemens Brockmöller (1904–1985)
- Martin Buber (1878–1965)
- Rüdiger Bubner (1941–2007)
- Martin Bucer
- Ludwig Büchner (1824–1899)
- Rudolf Bultmann (1884–1976)
- Antje Bultmann Lemke (hči)

## C
- Abraham Calov (1612–1686)
- Georg Ferdinand Cantor (1845–1918)
- Rudolf Carnap (1891–1970)
- Friedrich August Carus (1770–1807)
- Ernst Cassirer (1874–1945)
- Houston Stewart Chamberlain (1855–1927)
- Johannes Clauberg
- Karl von Clausewitz (1780–1831)
- Hermann Cohen (1842–1918)
- Jonas Cohn (1869–1947) (nemško-angleški)
- Heinrich Cunow (1862–1936)
- Christian August Crusius (1712–1775)

## D
- Ralf Dahrendorf (1929-2009)
- Richard Dedekind
- Paul Deussen
- Hermann Diels (1848–1922)
- Joseph Dietzgen
- Wilhelm Dilthey
- Arthur Drews (1865-1935)
- Hans Driesch (1867-1941)
- Karl Eugen Dühring
- Albrecht Dürer

## E
- Julius Ebbinghaus (1885–1981)
- Johann Augustus Eberhard
- Reinhold Ebertin
- Ernst Theodor Echtermeyer
- Johann Eck
- Mojster Eckhart (~1260-1328~)
- Wolfram Eilenberger (1972-)
- Ernst Elster?
- Friedrich Engels (1820–1895)
- Friedrich Martin Ernst
- Christian Gottfried Daniel Nees von Esenbeck
- Rudolf Christoph Eucken
- Hanns Heinz Ewers
- Hans Magnus Ezensberger?

## F
- Gustav Theodor Fechner (1801−1887)
- Gottfried Feder? (1883–1941) nacist
- Johann Georg Heinrich Feder (1740–1821)
- Ludwig Feuerbach (1804–1872)
- Immanuel Hermann Fichte (1796–1879)
- Johann Gottlieb Fichte (1762–1814)
- Günter Figal (1949–2024)
- Eugen Fink (1905–1975)
- Kuno Fischer (1824–1907)
- Kurt Flasch (1930–)
- Friederich Wilhelm Foerster (1869–1952)
- Friedrich Karl Forberg
- Sebastian Franck
- Gottlob Frege (1848–1925)
- Hans Freyer (1887–1969)
- Friderik II. Veliki (1712–1786)
- Frederic Friedel (1945–)
- Carl Joachim Friedrich (1901-1984) (nem.-ameriški politični teoretik)
- Hugo Friderich (1904-78) literarni teoretik, filolog
- Jacob Friedrich Fries (1773–1843)
- Erich Fromm (1900–1980)
- Georg Gustav Fülleborn
- Gerhard Funke (1914-2006)
- Peter Fuss (1932 -) (nem.-ameriški)

## G
- Georg Andreas Gabler (1786–1853)
- Hans-Georg Gadamer (1900–2002)
- Christian Garve
- Arnold Gehlen (1904-1976)
- Hans-Johann Glock
- Hermann Glockner (1896–1979)
- Rudolph Goclenius (1547–1628)
- Johann Wolfgang von Goethe (1749–1832)
- Joseph Görres (1776–1848)
- Carl Friedrich Göschel
- Martin Grabmann
- Henryk Grossmann
- Boris Groys (1947–) (rusko-nemško-ameriški)

## H
- Karl Heinz Haag (1924–2011)
- Jürgen Habermas (1929–)
- Ernst Haeckel (1834–1919)
- Hanswilhelm Haefs?
- Johann Georg Hamann (1730–1788)
- Michael Hampe
- Friedrich Harms (1819–1880)
- Nicolai Hartmann (1882–1950)
- Eduard von Hartmann (1842–1906)
- Stephan Hartmann (1968)
- Georg Wilhelm Friedrich Hegel (1770–1831)
- Alexander Hegius von Heek
- Heinz Heimsoeth
- Heinrich Heine
- Martin Heidegger (1889–1976)
- Klaus Held (1936–2023)
- Hermann von Helmholtz (1821–1894)
- Carl Gustav Hempel (1905–1997)
- Leopold von Henning (1791–1866)
- Dieter Henrich (1927–2022)
- Johann Friedrich Herbart (1776–1841)
- Johann Gottfried Herder (1744–1803)
- Friedrich-Wilhelm von Herrmann (1934–2022)
- Moses Hess (1812–1875)
- Dietrich von Hildebrand (1889–1977)
- Hildegarda iz Bingna
- (Rudolf Hilferding)
- Hermann Friedrich Hinrichs (1794–1861)
- Otfried Höffe (1943-)
- Karl Holzamer (1906–2007)
- Axel Honneth (1949 -)
- Friedrich Hölderlin (1770-1843)
- Hans Heinz Holz
- Harald Holz (1930–2024)
- Karl Holzamer (1906–2007)
- Axel Honneth (1949)
- Max Horkheimer (1895–1973)
- Sabine Hossenfelder (filozofinja znanosti)
- Hraban Maver [Rabanus Maurus, Praeceptor Germaniae]
- Erwin Hufnagel (1940–2022)
- Hugo od sv. Viktorja
- Wilhelm von Humboldt (1767-1835)
- Edmund Husserl (1859–1938)
- Ulrich von Hutten

## I
- (Roman Ingarden : Poljak, ki je sprva pisal v nemščini)
- (Wolfgang Iser: literarni teoretik, filolog, semiotik...)

## J
- Friedrich Heinrich Jacobi (1743–1819)
- Rahel Jaeggi
- Wolfgang Janke
- Karl Jaspers (1883–1969)
- Udo Reinhold Jeck (1952)
- Friedrich Jodl (1849–1914)
- Hans Jonas (1903–1993)
- Ernst Jünger
- Joachim Jungius

## K
- Nicole C. Karafyllis
- Immanuel Kant (1724–1804)
- (Ernst Hartwig Kantorowicz (1895–1963)
- Karl Kautsky (1854–1938)
- Johannes Kepler (1571–1630)
- Hermann von Keyserling (1880–1946)
- Heinrich Khunrath
- Ludwig Klages (1872–1956)
- Georg Klaus
- Heiner F. Klemme (1962)
- Victor Klemperer ?
- Leo Kofler (1907–1995)
- Karl Korsch (1886–1961)
- Alfred Kosing (1928–)
- Reinhart Koselleck (1923-2006) (filozof zgodovine)
- Karl Krause (Karl Christian Friedrich Krause, 1781–1832)
- Leopold Kronecker (1823–1891)
- Richard Kroner (1884–1974)
- Nikolaus von Kues (1401–1464)
- Helmut Kuhn (1899–1991)
- Robert Kurz (1943–2012)

## L
- Johann Heinrich Lambert
- Gustav Landauer (1870–1919)
- Friedrich Albert Lange (1828–1875)
- Emil Lask (1875–1915)
- Emanuel Lasker (1868–1941)
- Ferdinand Lassalle (1825–1864)
- Adolf Lasson (1832–1917)
- Kurd Lasswitz (1848–1910)
- Gottfried Wilhelm Leibniz (1646–1716)
- Hans Lenk (1935–)
- Gotthold Lessing (1729–1781)
- Karl Theodor Lessing (1872-1933)
- Arthur Liebert (1878–1946)
- Karl Liebknecht
- Theodor Lipps (1851–1914)
- Theodor Litt (1880–1962)
- Nikolaus Lobkowicz (češ. Mikuláš Lobkowicz) (1931–2019)
- Paul Lorenzen (1915–1994)
- Rudolf Lotze (Rudolf Hermann Lotze)
- Leo Löwenthal (1900–1993)
- Karl Löwith (1897–1973)
- Hermann Lübbe (1926–)
- Weyma Lübbe
- Niklas Luhmann (1927–1998)
- Martin Luther (1483–1546)
- Rosa Luxemburg (1871–1919)

## M
- Ernst Mach (1838–1916)
- Salomon Maimon
- Klaus Mainzer (1947–)
- Ernest Mandel (1923–1995)
- Karl Mannheim (1893–1947)
- Gotthard Oswald Marbach (1810–1890)
- Herbert Marcuse (1898–1979)
- Odo Marquard (1928–2015)
- Karl Marx (1818–1883)
- Fritz Mauthner (1849–1923)
- Hans Mayer ? (1907–2001)
- Julius Robert von Mayer (1814–1878)
- Franz Mehring (1846–1919)
- Georg Friedrich Meier (1718–1777)
- Philipp Melanchthon (1497–1560)
- Moses Mendelssohn (1729–1786)
- Christoph Menke (1958-)
- August Wilhelm Messer
- Thomas Metzinger
- Jürgen Mittelstraß (1936–)
- Armin Mohler (1920–2003)
- Jacob Moleschott
- Jürgen Moltmann?
- Johann Most (1846–1906)
- Ernst Müller
- Max Müller
- Hugo Münsterberg (1863–1916)
- Thomas Müntzer (1488–1525)
- Konrad Mutian

## N
- Paul Natorp (1854–1924)
- Oskar Negt
- Friedrich Immanuel Niethammer
- Friedrich Wilhelm Nietzsche (1844–1900)
- Ernst Nolte (1923-2016)

## O
- Lorenz Oken
- Friedrich Wilhelm Ostwald (1853–1932)
- Rudolf Otto (1869–1937)

## Q
- Michael Quante

## P
- Gregor Paul (1947-)
- Peter Petersen (1884-1962)
- Alexander Pfänder (1870–1941)
- Max Planck (1858–1947)
- Friedrich Pollock (1894–1970)
- Helmuth Plessner (1892–1985)
- Carl du Prel
- Carl von Prantl
- Richard David Precht (1964-)
- Samuel von Pufendorf

## Q
- Horst Matthai Quelle (1912–1999)

## R
- Karl Rahner (1904–1984)
- Paul Rée
- Christoph Rehmann-Sutter
- Johannes Rehmke (1848–1930)
- Hans Reichenbach (1891–1953)
- Hermann Samuel Reimarus
- Adolf Reinach (1883–1917)
- Ernst Christian Gottlieb Reinhold
- Johannes Reuchlin (1455–1522)
- Eugen Richter (1838–1906)
- Heinrich Rickert (1863–1936)
- Bernhard Riemann (1826–1866)
- Fritz-Joachim von Rintelen
- Johann Wilhelm Ritter
- Sebastian Rödl
- Heinrich Rombach (1923–2004)
- Alfred Rosenberg ?
- Johann Karl Friedrich Rosenkranz
- Franz Rosenzweig
- Erich Rothacker (1888–1965)
- Frank Ruda (1978)
- Arnold Ruge (1803–1880)
- Jörn Rüsen

## S
- Rüdiger Safranski (1945–)
- Albert Saksonski [Albertus de Saxonia]
- Hans-Martin Sass (1935–2023)
- Max Schasler
- Max Scheler (1874–1928)
- Friedrich Wilhelm Joseph Schelling (1775–1854)
- Ferdinand Canning Scott Schiller
- Johann Christoph Friedrich Schiller (1759–1805)
- (Karl Wilhelm) Friedrich Schlegel (1772–1929)
- Friedrich Schleiermacher (1768–1834)
- Moritz Schlick (1882–1936)
- Holger Schmid
- Alfred Schmidt (1931–2012)
- Wilhelm Schmidt
- Carl Schmitt (1888–1985)
- Gershom Scholem (nemško-izraelski)
- Rolf Schönberger (1954-)
- Arthur Schopenhauer (1788-1860)
- Erwin Schrödinger (1887–1961)
- Gottlob Ernst Schulze (1761–1833)
- Frithjof Schuon (1907–1998) ?
- Albert Schweitzer (1875–1965)
- Thomas M. Seebohm (1934-2014)
- Georg Simmel (1858–1918)
- Gertrud Simmel
- Peter Sloterdijk (1947–)
- Alfred Sohn-Rethel (1899–1990)
- Karl Wilhelm Ferdinand Solger
- Oswald Spengler (1880–1936)
- Edith Stein (1891–1942)
- Rudolf Stammler (1856–1938)
- Wolfgang Stegmüller (1923–1991) (avstrijsko-nem.)
- Rudolf Steiner (1861–1925)
- Heymann Steinthal (1823–1899)
- William Stern (1871–1938)
- Max Stirner (Johann Kaspar Schmidt) (1806–1856)
- David Friedrich Strauss
- Leo Strauss (1899–1973)
- Elisabeth Ströker (1928–2000)
- Johann Friedrich Struensee (1737–1772)
- Carl Stumpf (1848–1936)
- Johannes Sturm (1507–1589)
- Henrik Suzo [Heinrich Suso, tudi Seuse] (1298–1366)
- Gerhard Szczesny

## T
- Matthias Tanner (1630–1692)
- Janez Tauler [Johannes Tauler]
- Teodorik iz Freiberga [Theodoricus Teutonicus de Vrîberg; Dietrich von Freiberg]
- Johannes Nikolaus Tetens (1736–1807)
- August Thalheimer (... )
- Christian Thomasius (1655–1728)
- Rolf Tiedemann (1932-2018)
- Paul Tillich/Paul Johannes Tillich (1886–1965)
- Ernst Tugendhat
- Tomaž Kempčan [Thomas à Kempis] (1379–1471)
- Ferdinand Tönnies (1855–1936)
- Peter Trawny (1964)
- Friedrich Adolf Trendelenburg
- Ernst Troeltsch
- Ernst Tugendhat
- Christoph Türcke (1948–)

## U
- Friedrich Ueberweg
- Jakob Johann von Uexküll ?

## V
- Hans Vaihinger (1852–1933)
- Albert Veliki [Doctor Subtilis] (1193–1280)
- Silvio Vietta?
- Friedrich Theodor Vischer (1807–1887)
- Eric Voegelin (1901–1985) (nemško-ameriški)
- Jan Vogeler (Moskva, 1923–2005)
- Karl-Heinz Volkmann-Schluck (1914–1981)
- Karl Vorländer (1860–1928)

## W
- Bernhard Waldenfels (1934)
- Alfred Weber
- Ernst Heinrich Weber (1795–1878)
- Max Weber (1864–1920)
- Valentin Weigel
- Éric Weil (nemško-francoski)
- Wilhelm Weitling (1808–1871)
- Carl Friedrich von Weizsäcker (1912–2007)
- Wolfgang Welsch (1946-) (estetik)
- Hermann Weyl (1885–1955)
- Lutz Wingert
- Wilhelm Windelband (1875–1915)
- Mirko Wischke
- Christian Wolff (1679–1754)
- Ludwig Woltmann (1871−1907)
- Wilhelm Wundt (1832–1920)
- Peter Wust

## Z
- Eduard Zeller (1814–1908)
- Clara Zetkin (1857–1933)
- Leopold Ziegler (1881–1958)
- Walther Christoph Zimmerli 1945 (švicarsko-nemški)